# Marko Jurić (nogometaš)
Marko Jurić (Planjana, Drniš, 19. svibnja 1919.), hrvatski nogometaš. Igrao na mjestu braniča.

## Karijera
Rođen u Planjani kod Drniša. Nogometom se bavi od juniorske dobi, prvo u Hajduku iz Osijeka, pa za osječki Proleter, zagrebački Dinamo i Zagreb. Igrao za zagrebački Dinamo od 1946. do 1950. godine u četirima sezonama. S Dinamom je osvojio naslov prvaka 1947./48. godine. Karijeru završio 1953. godine. Prešao u trenere. Vodio je Tekstilac (Zagreb), Slaven (Koprivnica), Jedinstvo (Zagreb) i Trešnjevku, koju je pobjedom u Drugoj ligi 1962./63. uveo u I. sav. ligu za sezonu 1964. Vratio se u Dinamo u kojem je bio tehnički direktor 1973. – 79. godine. Ušao u hrvatsku nogometnu organizaciju. U Hrvatskome nogometnom savezu bio je tajnikom od 1982. do 1990. godine. Osim rada u nogometnim klubovima, radio je i u prosvjeti. Dugo je godina bio profesor tjelesnog odgoja u zagrebačkoj II. gimnaziji. HNS ga je nagradio Zlatnom plaketom. Umro je 1991. u Zagrebu.